# Congresso nazionale del Brasile
Il Congresso nazionale del Brasile è l'organo costituzionale che esercita, in ambito federale, le funzioni del potere legislativo del Brasile.
Esso ha sede a Brasilia, nel palazzo del Congresso nazionale, e si compone di due camere: il Senato Federale (composto da 81 senatori che rappresentano le 27 unità federative) e la Camera dei deputati (composta da 513 deputati). L'edificio è stato progettato dall'architetto Oscar Niemeyer.

## Edificio
L'edificio si trova al centro dell'Asse Monumentale, la strada principale di Brasilia. Di fronte si trova un grande prato dove solitamente hanno luogo manifestazioni. Sul retro, c'è la Praça dos Três Poderes, dove si trovano il Palácio do Planalto e il Supremo Tribunal Federal.
Il 6 dicembre 2007, l'Istituto del Patrimonio Storico e Artistico Nazionale (in portoghese: Instituto do Patrimônio Histórico e Artístico Nacional) ha deciso di dichiarare l'edificio del Congresso Nazionale un patrimonio storico del popolo brasiliano. L'edificio è anche tra i siti del Patrimonio Mondiale dell'UNESCO, in quanto parte degli edifici urbani originali di Brasilia, dal 1987.

## Assalto
Il 9 gennaio 2023, in seguito ad un forte periodo di tensione post-elettorale alimentato dai sostenitori dello sconfitto e presidente uscente Jair Bolsonaro, migliaia di persone prendono d'assalto il Congresso, devastandolo. Solo in serata, la polizia militare riesce a sgominare i manifestanti.